# Nicolaas van Cusa
Nicolaus Cusanus of Nicolaas van Cusa (eigenlijk Nikolaus Krebs von Kues) (Kues, 1401 - Todi, 11 augustus 1464) was een Duits theoloog, filosoof, wiskundige, astronoom, humanist en jurist. 

## Levensloop
Cusanus werd geboren als zoon van een wijnhandelaar in het Moezelstadje Kues. Na zijn basisopleiding studeerde hij rechten aan de Ruprecht-Karls-universiteit in Heidelberg en behaalde in 1423 de doctorsgraad canoniek recht aan de Universiteit van Padua. Na enige tijd in Keulen trad hij in dienst van de bisschop van Trier. In 1430 werd hij tot priester gewijd. Namens de bisschop nam hij deel aan het Concilie van Bazel, waarvoor hij in 1433 zijn Concordantia catholica schreef. In Keulen begon hij zich in allerlei wetenschapsgebieden te verdiepen. Cusanus maakte vanaf 1437 vooral naam als pauselijk legaat (gevolmachtigd gezant). In 1448 benoemde paus Nicolaas V hem tot kardinaal. In 1451 bezocht Cusanus de Nederlanden om de toestand van de Kerk te onderzoeken. Hij was in 1450 tot bisschop van Brixen benoemd, maar hertog Sigismund van Oostenrijk verdreef hem in 1459 uit zijn bisdom. Paus Pius II excommuniceerde deze hertog in 1460, maar desondanks kon Cusanus niet naar Brixen terugkeren. Hij stierf in ballingschap in de Umbrische stad Todi in 1464. Zijn lichaam werd begraven in de San Pietro in Vincoli te Rome, maar zijn hart werd later overgebracht naar het door hem opgerichte Cusanusstift te Kues. Deze stichting bestaat nog steeds en behoort tot de best bewaarde middeleeuwse bibliotheken met handschriften van Cusanus en andere belangrijke middeleeuwse auteurs zoals Ramon Llull en Meester Eckart.
Cusanus bepaalde bij testament dat hij een fonds van 5.000 Rijnlandse guldens achterliet, waarvan de rente voor een beurs voor twintig minvermogende scholieren diende te worden gebruikt. Dit stipendium, de Bursa Cusana, kwam ten dienste van scholieren aan de kapittelschool van Deventer. Voor 200 guldens werd een huis aangekocht, waar twee eeuwen lang scholieren werden ondergebracht. De plek van vestiging ging Bursestraat heten, die nog steeds te vinden is in de binnenstad. Begin twintigste eeuw noemde de IJsselstad bovendien een straat naar de geleerde, de Nicolaas de Cusastraat.

## Intellectuele activiteiten
Cusanus bewoog zich op een groot aantal wetenschapsgebieden. Behalve voor theologie en filosofie interesseerde hij zich vooral in wiskunde, astronomie en taalkunde. Hij beschreef voor het eerst het gebruik van concave lenzen om bijziendheid te corrigeren. Op het gebied van de politiek ontwikkelde hij een eigen systeem van gewogen verkiezingen. Hij ontwikkelde ook begrippen als de coincidentia oppositorum, het overeenkomen van tegengestelde zaken in een oneindig ver punt, te weten God. 
Nicolaas illustreert dit bijvoorbeeld met een oneindige lange rechte lijn. Dit is niet alleen een rechte lijn (eenvoud), maar ook 1. een driehoek (met de grootste basis en de kleinste bijbehorende hoogte), 2. een cirkel en 3. een bol (met een oneindig grote diameter) (veelvoud).
Een ander door hem bedacht begrip was dat van Docta ignorantia (1440), de "geleerde onwetendheid". Met dit laatste betoogde hij dat de menselijke kennis van God het slechts mogelijk maakt om van God te zeggen wat hij niet is. In zijn boek 'De pace fidei', tot stand gekomen in 1453 na berichten over de val van Constantinopel, beschrijft Cusanus een vredesdialoog tussen de verschillende religies en volkeren. Hij ontwikkelt er het begrip van de 'una religio in rituum varietate', zijnde een religie die bestaat in de verscheidenheid van gebruiken en riten. Cusanus toonde verder net als Lorenzo Valla aan dat de Donatio Constantini een vervalsing is.
Cusanus' visie op God bevatte mystieke trekken. Hem is pantheïsme verweten.

## Verkrijgbare Nederlandstalige vertalingen
- Dialoog over de verborgen God, 1987, Ars Floreat.
- De blik van God (De Visione Dei), 1993, Pelckmans, vertaling: Inigo Bocken, Jos Decorte.
  - De blik van God (De Visione Dei), Uitgeverij Sjibbolet, september 2019, vertaling: Inigo Bocken, Jos Decorte.
- Godsdienstvrede (De pace fidei), 2000, Agora, vertaling: Jos Lievens.
- De leek over de geest (Idiota de mente), Uitgeverij Damon Vof (Marginaliareeks), augustus 2001, vertaling: Inigo Brocken.
- Over de wetende onwetendheid (De Docta Ignorantia), Uitgeverij Damon Vof, december 2023, vertaling: Gert den Hartogh.